# Tom Jernstedt
Thomas Walter Jernstedt, detto Tom (McMinnville, 24 novembre 1944 – Tequesta, 6 settembre 2020), è stato un dirigente sportivo statunitense, membro del Naismith Memorial Basketball Hall of Fame dal 2017.
È stato dirigente della NCAA dal 1972 al 2010, occupandosi principalmente dell'organizzazione del Campionato di pallacanestro NCAA Division I. Sempre in ambito cestistico è stato più volte dirigente della USA Basketball, venendo nominato presidente dal 2001 al 2004. Nel 2001 è stato insignito del John Bunn Award.